# Tore Edmondo Calabrò
Salvatore Edmondo Calabrò, noto anche con lo pseudonimo di Tore (Nizza di Sicilia, 26 maggio 1891 – Messina, 25 agosto 1964), è stato uno scultore, pittore e ritrattista italiano.

## Biografia
Figlio di Antonio, marmista di Nizza, fu nel laboratorio del padre che il giovane Tore apprese i primi rudimenti nello scolpire il marmo. 
Infatti sin da piccolo osservava il padre e il fratello maggiore mentre modellavano i marmi per ricavarne statue per i cimiteri.
In questo clima il giovane Tore imparò a modellare e impastare il gesso e a ricoprirne la forma per ricavarne il calco.
A causa delle ristrettezze economiche non poté avanzare troppo negli studi, lacuna che cercò di colmare da adulto da autodidatta approfondendo gli studi scientifici e storici e in particolare l'arte figurativa.
Decisivo per i suoi orizzonti culturali fu il trasferimento a Messina dove l'incontro con le varie culture del porto lo arricchiranno artisticamente e creativamente e lo porteranno alla creazione di svariate opere a carattere religioso.
Di notevole interesse sono gli affreschi che realizzò nella chiesa di Sant'Onofrio a Casalvecchio Siculo fra gli anni 1942 e 1943 dove si trovava rifugiato a causa della guerra.
Tra queste l'opera che contribuì maggiormente alla sua notorietà, fu senza dubbio la statua della Madonna della Lettera che modellò nel 1934. 
La statua, alta sette metri e riprodotta in bronzo dorato, fu posta sopra un'alta stele, nella punta della “falce” del porto di Messina al centro del Forte San Salvatore costruito nel 1546. La statua divenne quindi il simbolo della città di Messina e dà il benvenuto a chi attraversa lo stretto di Messina e si appresta ad approdare sulle coste siciliane con il traghetto. Venne inaugurata con una solenne cerimonia nel 1934 dal pontefice Pio XI che azionò da Roma il congegno che venne ideato e messo a punto da Guglielmo Marconi, con il quale si accesero le luci che illuminarono la stele, l'iscrizione sul muraglione del San Salvatore e l'aureola della Madonna.